# Рыбак, Иссахар-Бер
Исса́хар-Бер Рыба́к (2 февраля 1897, Елисаветград — 21 декабря 1935, Париж) — русский и французский художник, живописец, график и декоратор еврейского происхождения.

## Биография
Иссахар-Бер Рыбак родился самым младшим в многодетной бедной семье. В 1911—1912 годах учился в Киеве, в Киевском художественном училище и студии А. А. Мурашко. Его учителями были кубофутуристы А. А. Экстер и Богомазов. Создатель и участник Культур-Лиги. Автор графических работ «Еврейские типы Украины», «Погром», «Маленький городок». Создал альбом «Евреи на полях Украины».
Иллюстрировал детские книги на идише. В частности, оформил детские книги Л. Квитко «Птицы» (1922), «В лесу» (1922), «Кольцо в кольце», «За это исключают», «Карл и Мизра» и его сборник стихов для взрослых на идише (1919), а также книгу педагога Бориса Смолина «Детский мир» (1922) и три книги детской писательницы Мириам Марголин «Сказочки для маленьких детей».
Работал в Еврейском театре в Москве. Затем находился в эмиграции.
В 1921—1924 жил в Берлине, с середины 1920-х годов — во Франции, где продолжил работать над иллюстрированием детских книг. Выполнил несколько моделей еврейских типов для Севрской мануфактуры. В парижский период перешёл к реализму, участвовал в Салонах. Относится к художникам Парижской школы.
Умер 21 декабря 1935 года в Париже в возрасте 38 лет. По мнению многих критиков, преждевременная смерть стала причиной попадания его творчества в тень относительно Марка Шагала.

## Работы
Многие работы во время войны были утеряны, оставшиеся находятся в десятках музеев. Личное собрание художника сохранила его вдова и в 1962 году передала все в Музей Рыбака в Бат-Яме в Израиле. 
В коллекции музея Марка Шагала в Витебске находятся тридцать шесть работ Иссахара-Бер Рыбака: двадцать восемь монохромных литографий, которые включены в состав книги на идише «Shtetl. MaynKhoyeverHeym. – AGedenknish» («Штетл. Мой разрушенный дом. Воспоминание») и восемь цветных литографий, предположительно из альбома «MONVILLAGE: PORTFOLIO» (альбом, состоящий из пятнадцати литографий, опубликованный в 1960-е – 1970-е годы).

### Альбомы
- Местечко. Мой разрушенный дом. Воспоминания - 1917[8]
- На еврейских полях Украины [на идиш]. Париж: A. Simon & Cie, 1926

### Графика
- Мирьям Марголин, Сказочки для маленьких детей, Издательство «Мосты культуры», 2004 ISBN 5-93273-179-6
- Детский мир. Сост. В. Дымшиц. Издательство «Мосты культуры», 2007 ISBN 5-93273-236-9

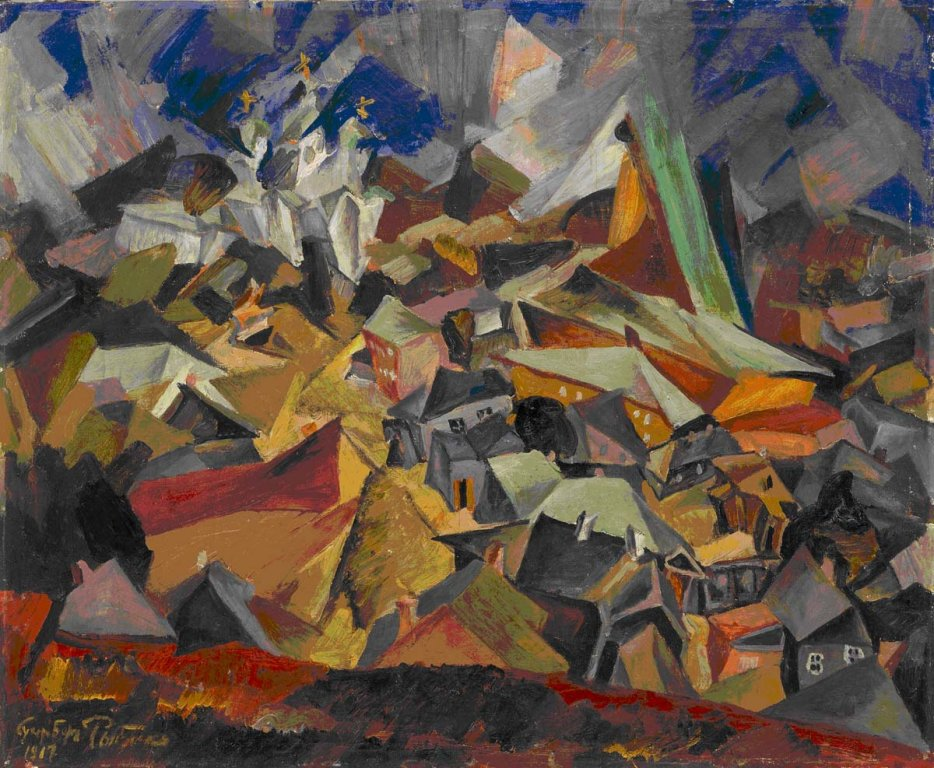
Городок. 1917
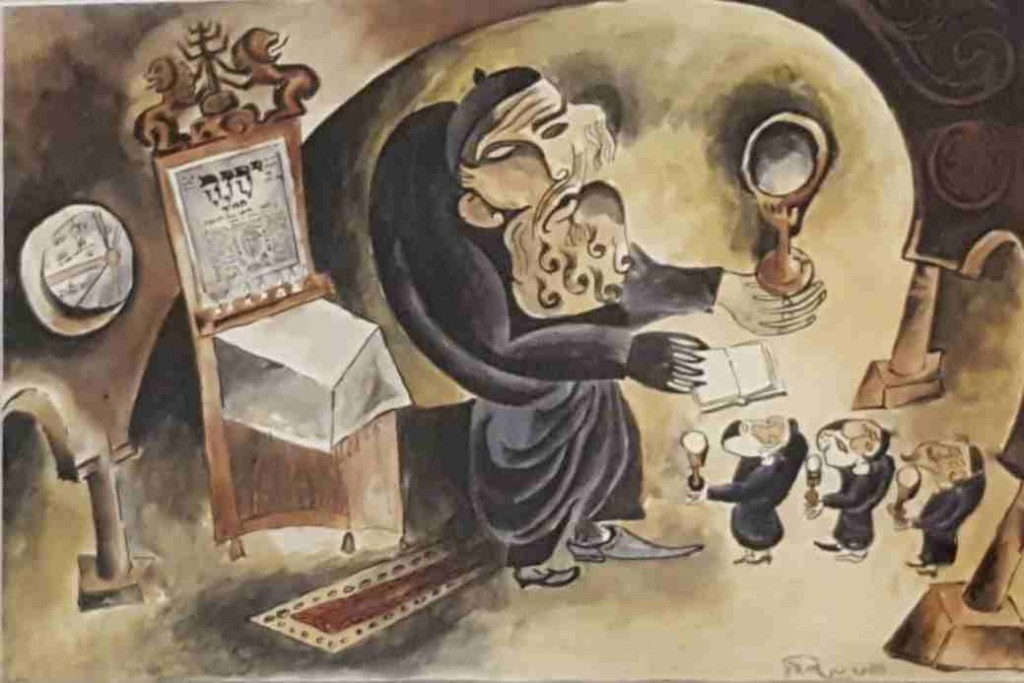
Интерьер с красным ковром. 1917
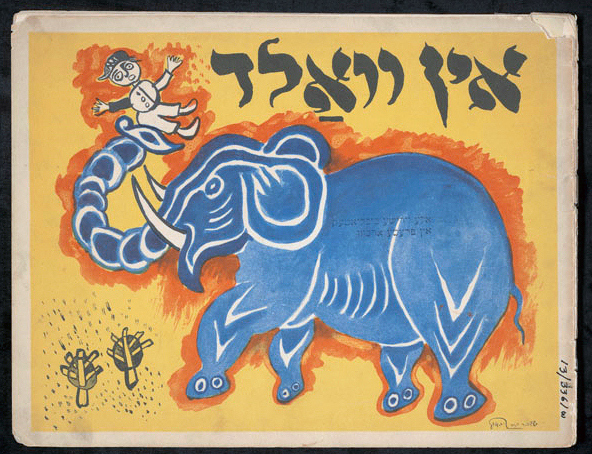
Иллюстрация к книге Л. Квитко «В лесу». 1920-е
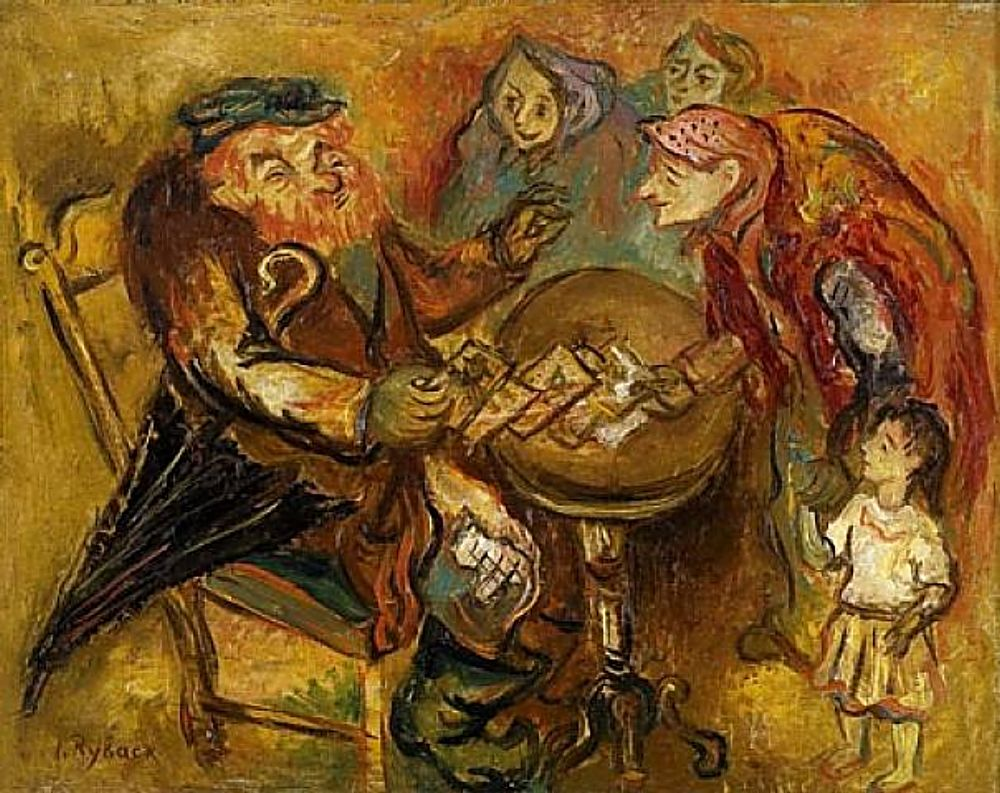
Картёжники

## Память
Вплоть до самого начала Второй мировой войны каждый год в Париже проводились вечера-выставки памяти Рыбака. 
Художественный музей «Дом Иссахара Рыбака» в Бат-Яме.